# باریک‌خرس جلگه شرقی
باریک‌خرس جلگه شرقی (نام علمی: Bassaricyon alleni) نام یک گونه از سرده باریک‌خرس است.